# Northrop YB-35
Northrop XB-35 và YB-35 là một mẫu thử máy bay ném bom hạng nặng do hãng Northrop Corporation phát triển cho Không quân Lục quân Hoa Kỳ trong và ngay sau Chiến tranh thế giới II.

## Biến thể
XB-35
YB-35
YB-49
YRB-49A
EB-35B
B2T

## Tính năng kỹ chiến thuật (YB-35)
Đặc điểm tổng quát
- Kíp lái: 9
- Chiều dài: 53 ft 1 in (16,2 m)
- Sải cánh: 172 ft (52,2 m)
- Chiều cao: 20 ft 3 in (6,2 m)
- Diện tích cánh: 4.000 ft² (370 m²))
- Tỉ số mặt cắt: 7,3

Đường kính khung thân: 9 ft 6 in (2,9 m
- Trọng lượng rỗng: 89.300 lb (40.590 kg)
- Trọng lượng có tải: 180.000 lb (82.000 kg)
- Trọng lượng cất cánh tối đa: 209.000 lb (95.000 kg)
- Động cơ: 2 × Pratt & Whitney R-4360-17 và 2× R-4360-21 kiểu động cơ piston bố trí tròn, 3.000 hp (2.200 kW)  mỗi chiếc

 Hiệu suất bay 
- Vận tốc cực đại: 393 mph (632 km/h)
- Tầm bay: 8.150 mi (13.100 km)
- Trần bay: 39.700 ft (12.100 m)
- Vận tốc lên cao: 625 ft/phút (3,2 m/s)
- Tải trên cánh: 45 lb/ft² (220 kg/m²)
- Công suất/trọng lượng: 0,07 hp/lb (0,11 kW/kg)

Trang bị vũ khí

- Súng: 20 × súng máy M2 Browning .50 in (12,7 mm)
- Bom: 51.070 lb (23.210 kg)